# Lily Ebert

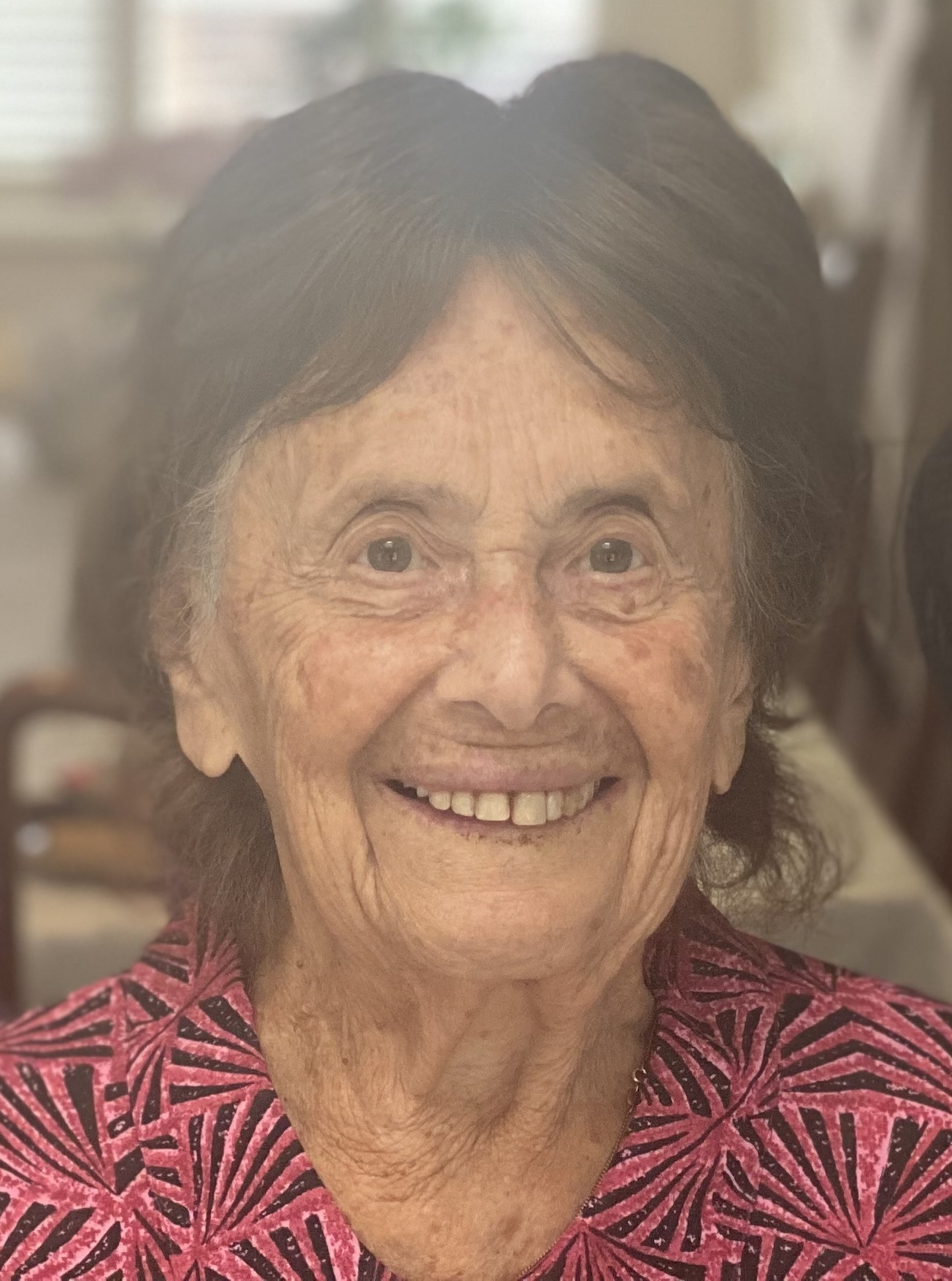
Lily Ebert (2021)

Lily Ebert (geboren am 29. Dezember 1923 in Bonyhád, Ungarn als Lívia Engelman; gestorben am 9. Oktober 2024 in London) war eine ungarisch-britische Holocaustüberlebende, die in ihrem späteren Leben für ihre Memoiren, Social-Media-Videos und Medienauftritte berühmt wurde.

## Leben
Ebert wurde als älteste Tochter in eine jüdische Familie geboren. Als sie 20 Jahre alt war, wurde Ungarn im März 1944 von den Nationalsozialisten besetzt. Im Juli 1944 wurde sie zusammen mit ihrer Mutter Nina, ihrem jüngeren Bruder Bela und drei Schwestern nach Auschwitz-Birkenau deportiert. Die Mutter, der Bruder und die jüngere Schwester Berta wurden nach der Selektion in Gaskammern getötet, während sie und die anderen Schwestern, Renee und Piri, Zwangsarbeit leisten mussten.
Vier Monate nach der Ankunft im Lager wurden die drei Geschwister in eine Munitionsfabrik in Leipzig verlegt. Dort arbeiteten sie bis zum Todesmarsch und zur Befreiung durch alliierte Truppen 1945.
Nach der Befreiung reiste Ebert mit ihren überlebenden Schwestern in die Schweiz. 1953 traf sie ihren älteren Bruder wieder, der die NS-Lager und das Zwangsarbeitssystem ebenfalls überlebt hatte. Die Familie wanderte nach Israel aus. Dort heiratete sie und gebar drei Kinder, bevor sie sich 1967 in London niederließ. Ebert hatte zehn Enkel und 38 Urenkel.

## Memoiren und Medien
2021, während der COVID-19-Pandemie, verfasste Ebert mit ihrem Urenkel Dov Forman das autobiografische Werk Lily’s Promise: How I Survived Auschwitz and Found the Strength to Live, zu dem Prinz Charles das Vorwort schrieb. Es erschien fünfmal auf der Bestsellerliste der Sunday Times und war 2021 das meistverkaufte Geschichtsbuch des Buchhändlers Waterstones. Lily’s Promise kam auch dreimal auf die Bestsellerliste der New York Times.
Ebert und Forman waren 2021 auf der Videoplattform TikTok präsent. In ihren Clips beantwortete Ebert Fragen zum Überleben im Holocaust als Gefangene in Auschwitz. Der Account zählt über 1,7 Millionen Follower, erhielt über 25 Millionen Likes und die fünf beliebtesten Videos wurden von über 50 Millionen Menschen gesehen.
Ebert und Forman arbeiteten mit verschiedenen Ministerien des Vereinigten Königreichs zusammen, beispielsweise dem Department for Education, dem Foreign Office, dem Home Office und dem Department for Levelling Up, Housing and Communities. Im November 2020 warben sie im Parlament für ein UK Holocaust Memorial and Learning Centre. Ebert und Forman traten auch bei über 180 Radio- und Fernsehsendern aus rund 35 Ländern auf.
Eberts Porträt war eines von sieben, das von Prinz Charles für die Royal Collection in Auftrag gegeben wurde, um an Holocaustüberlebende zu erinnern und ihr Lebenswerk in Großbritannien anzuerkennen. Bei der Einweihung der Porträts in der Queen’s Gallery im Buckingham Palace im Januar 2022 sagte Ebert zu Charles: „Ich treffe Sie stellvertretend für alle, die ihr Leben verloren haben.“ Charles berührte ihre Schulter und antwortete: „Aber es ist ein größeres Privileg für mich.“
Bei der Befreiung 1945 hatte Ebert den US-Soldaten Hayman Shulman getroffen. Er schrieb ihr eine Botschaft der Hoffnung auf einen deutschen Geldschein. Nach einer viralen Kampagne in den sozialen Medien konnte die Familie dieses Soldaten ausfindig gemacht werden und Ebert traf sich mit den Kindern eines ihrer Befreier.
2023 wurde die Unterschrift ihres in Auschwitz ermordeten Bruders Bela in einer Ausgabe des Shemot (der hebräische Name für das Buch Exodus) entdeckt. Das Buch befand sich seit Jahrzehnten in Eberts Geburtsort Bonyhád. Dort erkannte der Sohn eines Antiquitätenhändlers den Nachnamen und kontaktierte Dov Forman. Dieser reiste nach Bonyhád und nahm das Buch mit nach London.
Zu ihrem 100. Geburtstag am 29. Dezember 2023 sandte ihr König Charles III. einen persönlichen Brief, in dem er ihr gratulierte und ihre „außerordentliche Geisteskraft, Resilienz und Mut“ rühmte.
Ebert starb zu Hause in London am 9. Oktober 2024 im Alter von 100 Jahren, zwei Monate vor Vollendung ihres 101. Geburtstages.

## Ehrungen und Auszeichnungen
- 2016: British Empire Medal (BEM)[15]
- 2022: Verdienstorden der Republik Ungarn (Ritter)
- 2022: Simon-Wiesenthal-Preis 2021 (Hauptpreis, gemeinsam mit Karl Pfeifer, Liliana Segre und Zwi Nigal)[16]
- 2023: Member of the Order of the British Empire (MBE)[17]